# Lex Angliorum et Werinorum hoc est Thuringorum

Romano-germain
Droit du haut Moyen Âge
La Lex Thuringorum ("Loi des Thuringiens") est un code de lois qui nous est connu par un manuscrit du Xe siècle, le Codex Corbeiensis, lequel comporte en outre une copie de la Lex Saxonum. 

## Description
Ce code juridique a été compilé au cours de la première décennie du IXe siècle, sans doute au cours de l'hiver 802–3, par des clercs francs. La langue de composition est le latin médiéval, langue encore inconnue des Germains de l'Elbe à cette époque, ce qui signifie que les auteurs de ce code ont dû obtenir la collaboration de quelques autochtones pour recueillir les principes de leur droit coutumier. Ce recueil s'inscrit dans l'entreprise d'unification juridique de Charlemagne des terres qu'il avait conquises à l'est, et qui se traduisit par la rédaction de la Lex Saxonum, de la Lex Francorum Chamavorum et de la Lex Frisionum. Ces recueils de lois s'écartent sans doute déjà sensiblement des coutumes germaniques, puisqu'ils procèdent de l’évangélisation officielle. L’historien Timothy Reuter estime que « la diffusion de ce manuscrit porte à croire que la [loi des Thuringiens] n'a pas été beaucoup appliquée, bien que les différentes strates juridiques qu'on y décèle semblent témoigner qu'elle n'a pas été un pur exercice littéraire. »
L'article 31 de la Lex Thuringorum semble constituer l'une des bases du droit féodal : « Quiconque hérite d'une terre, hérite par là-même des armes, c'est-à-dire du blason, et pour cette raison doit défendre ses serfs et exécuter en leur nom le wergeld. » Le juriste allemand Karl Müllenhoff s'est appuyé sur ce passage pour établir que  le franc-alleu était d'origine germanique ; toutefois, les chercheurs estiment aujourd'hui que les codes carolingiens de Germanie représentent une nette évolution des coutumes germaniques, qu'ils ont enrichis de coutumes proprement romaines.
Selon le code des Thuringiens, les coupables de rapt encourent une peine identique à celle des meurtriers, ce qui porte à penser que le viol était considéré comme une forme de rapt. L’article 47 reconnaît aux femmes le droit de posséder de l'argent, mais non d'en disposer à leur guise, et il leur est interdit de se marier sans la permission de leur famille.

## Éditions
- "Lex Thuringorum", ed. Claudius von Schwerin, MGH, Fontes Iuris Germanici Antiqui. Hanovre (1918).
- "Lex Angliorum et Werinorum hoc est Thuringorum", ed. Karl Friedrich von Richthofen, MGH, Leges, I, v, 103–44.. Hanovre (1875–79).

## Sources
- Marianne Elsakkers, « Raptus ultra Rhenum: Early Ninth-century Saxon Laws on Abduction and Rape », Amsterdamer Beiträge zur älteren Germanistik, vol. 52,‎ 1999, p. 27–53
- Stefan Jurasinski, Ancient Privileges: Beowulf, Law and the Making of Germanic Antiquity, Morgantown, West Virginia University Press, 2006
- Timothy Reuter, Germany in the Early Middle Ages, c. 800–1050, Londres, Longman, 1991

## Voir également
- La lex Thuringorum et sa tradition manuscrite, d'après la Bibliotheca legum regni Francorum manuscripta, base de données des textes carolingiens profanes (Karl Ubl, Université de Cologne, 2012).